# イェニファー・エーザー
イェニファー・エーザー（Jennifer Oeser、1983年11月29日 - ）は、ドイツの陸上競技選手。専門は七種競技。
北京オリンピック女子七種競技ドイツ代表。身長176cm、体重64kg。シュレースヴィヒ＝ホルシュタイン州ブルンスビュッテル出身。
警察官としてドイツ国境警備隊に奉職している。
2006年イェーテボリで開催されたヨーロッパ陸上競技選手権七種競技で4位に入り、2008年北京オリンピック七種競技では11位となった。2009年8月16日世界陸上競技選手権ベルリン大会七種競技では6493点をマークし、ジェシカ・エニスに次ぐ2位となった。世界陸上競技選手権大邱大会七種競技では銅メダルだったが、金メダルのタチアナ・チェルノワがドーピング認定で剥奪されたため繰り上がり銀メダル獲得。
七種競技では、2006年ドイツ選手権を制したほか、2003年ヨーロッパU-23選手権、2004年ドイツU-23選手権において優勝した。

## 記録
- 200m - 23秒95（2011年）
- 800m - 2分10秒39（2011年）
- 100mH - 13秒14（2011年）
- 走高跳 - 1m86（2006年）
- 走幅跳 - 6m68（2010年）
- 砲丸投 - 14m29（2009年）
- やり投 - 51m30（2011年）
- 七種競技 - 6683（2010年）

## 参考資料・外部リンク
- イェニファー・エーザー - ワールドアスレティックスのプロフィール（英語）
- イェニファー・エーザー - Olympedia（英語）
- Leverkusen - who's who